# Mount Peripatus
Der Mount Peripatus (ehemaliger Name: Peripatus Berg) ist ein Kalkstein-Berg im Neuguinea-Hochland im westlichen Papua-Neuguinea. Er liegt im Telefomin District im Süden der Provinz Sandaun von Papua-Neuguinea und erhielt seinen Namen in der deutschen Kolonialzeit, die das Gebiet im 19. und Anfang des 20. Jahrhunderts zunächst prägte.
Der Berg liegt südlich des Oberlaufs des Sepik. Die deutsche Kaiserin-Augusta-Fluss-Expedition unter anderem mit dem Geographen Walter Behrmann drang 1912–13 in diese Gegend vor. Vermutlich stammt auch die Namensgebung aus dieser Zeit.